# Amphoe Nong Prue

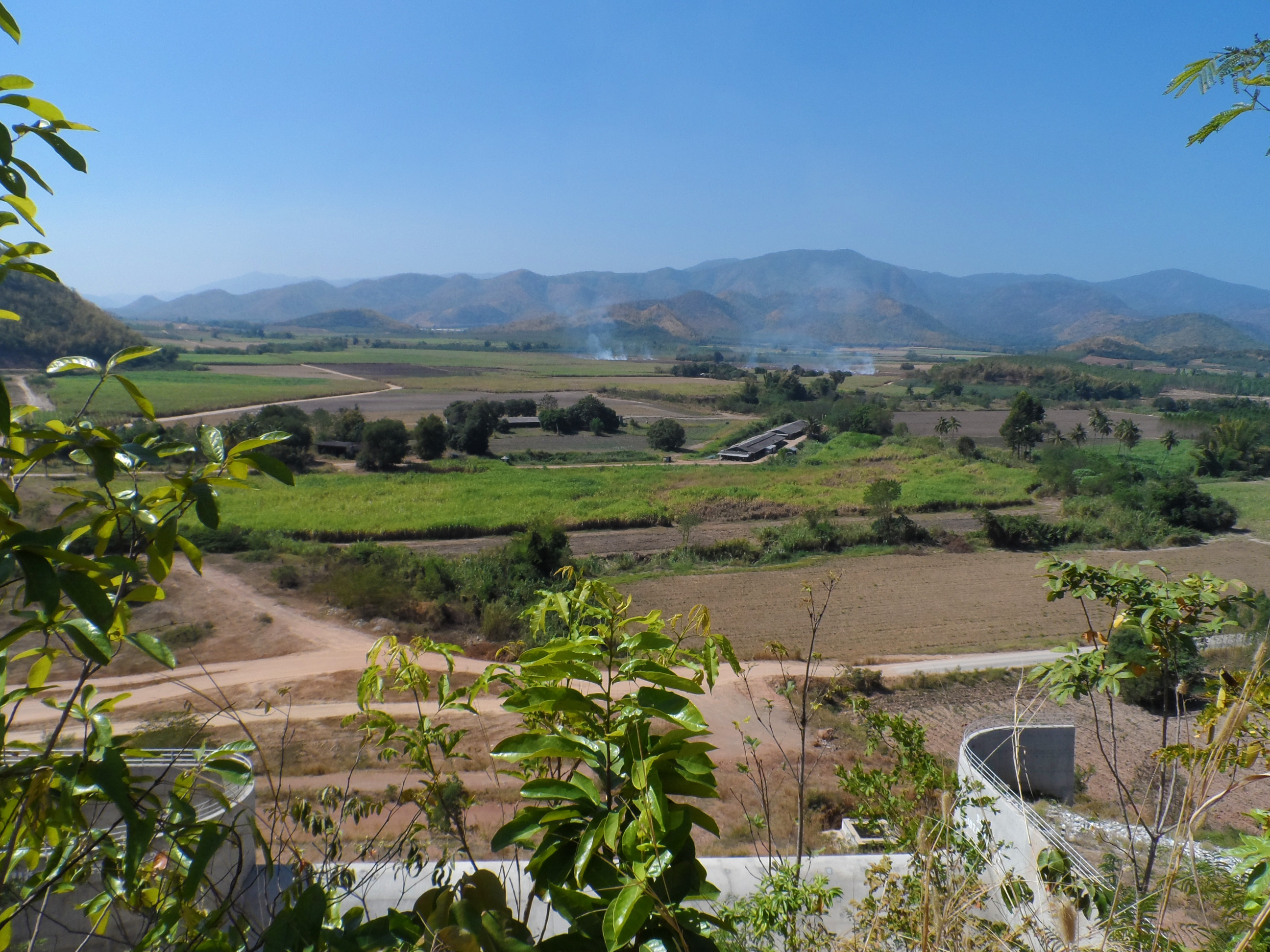
Landschaft in Nong Prue

Amphoe Nong Prue (Thai อำเภอหนองปรือ) ist ein Landkreis (Amphoe – Verwaltungs-Distrikt) in der Provinz Kanchanaburi. Die Provinz Kanchanaburi liegt im westlichen Teil der Zentralregion von Thailand. 

## Etymologie
Nong (Thai: หนอง) bedeutet Marschland oder Sumpf, Prue (Thai: ปรือ) ist Scleria poiformis Retz. So bedeutet der Name übersetzt etwa Riedgras-Sumpf.

## Geographie
Die benachbarten Landkreise sind (von Osten im Uhrzeigersinn): die Amphoe Lao Khwan, Bo Phloi und Si Sawat der Provinz Kanchanaburi sowie Amphoe Dan Chang der Provinz Suphan Buri.

## Geschichte
Das Gebiet des heutigen Bezirks Nong Prue hieß früher Ban Nong Prue und lag im Tambon Nong Ri des Amphoe Bo Phloi. Es wurde später zum Tambon Nong Prue. Am 1. April 1992 wurde Tambon Nong Prue zusammen mit Nong Pla Lai durch das Innenministerium von Bo Phloi abgetrennt und ein „Zweigkreis“ (King Amphoe) Nong Prue eingerichtet.
Wenig später wurde der dritte Tambon Somdet Charoen ebenfalls dem Landkreis Nong Prue zugeordnet. 
Seit dem 11. Oktober 1997 hat Nong Prue den vollen Amphoe-Status.

## Verwaltung

### Provinzverwaltung
Der Landkreis Nong Prue ist in drei Tambon („Unterbezirke“ oder „Gemeinden“) eingeteilt, die sich weiter in 43 Muban („Dörfer“) unterteilen.
| Nr. | Name           | Thai       | Muban | Einw.  |
| --- | -------------- | ---------- | ----- | ------ |
| 1.  | Nong Prue      | หนองปรือ    | 22    | 18.334 |
| 2.  | Nong Pla Lai   | หนองปลาไหล | 14    | 06.329 |
| 3.  | Somdet Charoen | สมเด็จเจริญ  | 07    | 06.323 |

### Lokalverwaltung
Es gibt drei Kommunen mit „Kleinstadt“-Status (Thesaban Tambon) im Landkreis:
- Nong Pla Lai (Thai: เทศบาลตำบลหนองปลาไหล) bestehend aus dem kompletten Tambon Nong Pla Lai.
- Somdet Charoen (Thai: เทศบาลตำบลสมเด็จเจริญ) bestehend aus dem kompletten Tambon Somdet Charoen.
- Nong Prue (Thai: เทศบาลตำบลหนองปรือ) bestehend aus Teilen des Tambon Nong Prue.

Außerdem gibt es eine „Tambon-Verwaltungsorganisationen“ (องค์การบริหารส่วนตำบล – Tambon Administrative Organizations, TAO)
- Nong Prue (Thai: องค์การบริหารส่วนตำบลหนองปรือ) bestehend aus Teilen des Tambon Nong Prue.